# Вибачте, ви за чи проти?
«Вибачте, ви за чи проти?» (італ. Scusi, lei è favorevole o contrario?) — італійська кінокомедія 1966 року, в якій Альберто Сорді був режисером, сценаристом і грав головну роль. Назва фільму відображає дебати відносно розлучення сімейних пар, яке все ще було забороненим в Італії на момент виходу фільму.

## Сюжет
«Вибачте, ви за чи проти?» — це запитання, яке журналісти задають людям на площі, де відбувається мітинг на підтримку узаконення розлучень подружніх пар. Багато з присутніх висловлюються «за», оскільки їх життя стало нестерпним. Та коли журналістка задає це запитання успішному підприємцеві Туліо Конфорті (Альберто Сорді), він стверджує, що подружній союз повинен бути непорушним. Чи все так прекрасно у сімейному житті нашого героя.
Дрібний міщанин Туліо Конфорті — дуже успішний римський бізнесмен, але він також є типовим представником тієї Італії, яка щороку відкидала закон про розлучення подружжя. Для сумління Туліо Конфорті необхідно бути суворим до принципів, вимогливим з точки зору моралі, безкомпромісним щодо соціальних правил. Однак, справжнє його життя є проявом лицемірства, яким була заражена фундаментальна частина суспільства.

## Ролі виконують
- Альберто Сорді — Туліо Конфорті
- Сільвана Мангано — Емануела
- Джульєтта Мазіна — Анна
- Аніта Екберг — баронеса Ольга
- Бібі Андерссон — Інгрід
- Паола Пітагора — Валерія Конфорті
- Лаура Антонеллі — П'єра Конфорті
- Катерина Боратто — Агнеса Фрусталупі
- Даріо Ардженто — священник

## Навколо фільму
В деяких країнах фільм мав іншу назву
- Аргентина, США — «Пардон, ви за чи проти?» (Pardon, Are You for or Against?)
- Бразилія — «Ви за чи проти розлучення?» (Você é a Favor ou Contra o Divórcio?)
- Греція — «Стоп! Ви за чи проти розлучення?» (Stop!… Eiste yper i kata tou diazygiou?)
- Іспанія — «Великий коханець» (El gran amante)

Сумарні прибутки від фільму склали 1 000 068 000 лір. Прибутки від першого перегляду в шістнадцятьох основних містах — 409 565 000 лір.